# Wilhelm Hasbach
Wilhelm Hasbach (* 25. August 1849 in Venauen bei Mülheim/Ruhr; † 30. April 1920 in Karlsruhe) war ein deutscher Nationalökonom. Er war von 1899 bis 1920 Inhaber des Lehrstuhls für Staatswissenschaften an der Universität Kiel.

## Werdegang
Hasbach studierte an der Universität Tübingen Philosophie und Geschichte und wurde dort 1875 mit einer Arbeit über "Die platonische Idee in Schopenhauers Ästhetik" promoviert. Anschließend war er als Lehrer tätig, nahm aber ab 1879 seine Studien an der Universität Berlin wieder auf, wo er Schüler von Adolph Wagner war. Nach zweijährigen Studienaufenthalt in England wurde Hasbach 1883 mit der Arbeit "Das englische Arbeiterversicherungswesen" von der Universität Greifswald habilitiert. 1893 wurde er dann Professor für Staatswissenschaften an der Universität Kiel, was er bis zu seinem Tode blieb. 1900 war er Doktorvater von Hjalmar Schacht.
Hasbach war Mitglied der Deutschen Gesellschaft für Soziologie und hatte an den ersten beiden Soziologentagen (1910 und 1912) dieser Vereinigung teilgenommen.

## Schriften (Auswahl)
- Untersuchungen über Adam Smith und die Entwicklung der politischen Ökonomie, Leipzig: Duncker & Humblot, 1891

- Die allgemeinen philosophischen Grundlagen der von François Quesnay und Adam Smith begründeten politischen Ökonomie, Leipzig: Duncker & Humblot, 1890
- Die englischen Landarbeiter in den letzten hundert Jahren und die Einhegungen, Leipzig: Duncker & Humblot 1894
- Güterverzehrung und Güterhervorbringung, Jena: G. Fischer, 1906
- Die moderne Demokratie: Eine politische Beschreibung, Jena: G. Fischer, 1912 (Digitalisat)
- Die parlamentarische Kabinettsregierung: Eine politische Beschreibung, Stuttgart; Berlin: Deutsche Verlagsanstalt, 1919